# 15 lipca
15 lipca jest 196. (w latach przestępnych 197.) dniem w kalendarzu gregoriańskim. Do końca roku pozostaje 169 dni.

## Święta
- Imieniny obchodzą: Anna, Antioch, Atanazy, Bonawentura, Cyriak, Cyriaka, Daniel, Dawid, Dawida, Donald, Egon, Ignacy, Lubomysł, Pompiliusz, Roksana, Włodzimierz i Włodzimir
- międzynarodowe – Światowy Dzień Bez Telefonu Komórkowego
- Wspomnienia i święta w Kościele katolickim[1][2] obchodzą:
  - bł. Anna Maria Javouhey (zakonnica)
  - bł. Roksana z Bretanii
  - św. Answer z Ratzeburga (męczennik)
  - św. Bonawentura (biskup i doktor Kościoła)
  - św. Pompiliusz Maria Pirrotti (pijar)

## Wydarzenia w Polsce

Bitwa pod Grunwaldem (1410) pędzla Jana Matejki

- 1227 – Książę Władysław Odonic władający w północnej Wielkopolsce pokonał w bitwie pod Ujściem wojska swojego stryja, księcia wielkopolskiego Władysława III Laskonogiego.
- 1410 – Wielka wojna: pod Grunwaldem krzyżacy ponieśli klęskę w bitwie z armią polsko-litewską pod wodzą króla Władysława II Jagiełły.
- 1419 – Pod Czerwińskiem zawarte zostało antykrzyżackie przymierze pomiędzy Polską i Litwą a Danią, Szwecją i Norwegią (połączonymi personalną unią kalmarską). Król Władysław II Jagiełło i wielki książę Witold zobowiązali się do udzielenia pomocy królowi Erykowi Pomorskiemu w walce z zakonem krzyżackim na terenie Prus i Inflant. Układ ten nie został nigdy ratyfikowany i jego postanowienia nie zostały zastosowane w praktyce.
- 1462 – Wojna trzynastoletnia: wojska krzyżackie i warminskke rozpoczęły nieudane oblężenie Fromborka.
- 1469 – Między mieszkańcami Białogardu i Świdwina doszło do tzw. wojny o krowę.
- 1479 – Biskup warmiński Mikołaj Tungen, który w porozumieniu z zakonem krzyżackim i królem Węgier Maciejem Korwinem wszczął wojnę przeciwko Polsce, na Sejmie w Piotrkowie ukorzył się przed królem Kazimierzem IV Jagiellończykiem i otrzymał przebaczenie. Tego samego dnia zawarto układ na mocy którego Tungen zachował swój urząd, a kapituła warmińska utrzymała prawo elekcji biskupa, ale ta kandydatura miała być konsultowana z królem.
- 1595 – Lubelskie Podzamcze uzyskało przywilej organizacji samorządu na prawie magdeburskim.
- 1646 – Została koronowana Ludwika Maria Gonzaga, żona Władysława IV Wazy, a następnie Jana II Kazimierza Wazy.
- 1809 – Wojna polsko-austriacka: wojska polskie pod wodzą Józefa Poniatowskiego zdobyły Kraków.
- 1818 – Odbyło się uroczyste wręczenie Senatowi i Zgromadzeniu Reprezentantów konstytucji Wolnego Miasta Krakowa.
- 1888 – Z inicjatywy Władysława Żeleńskiego powstała krakowska Akademia Muzyczna.
- 1895 – We Lwowie ukazało się pierwsze wydanie czasopisma „Przegląd Wszechpolski”.
- 1899 – W luterańskim kościele w Paproci Dużej na Mazowszu Józef Piłsudski poślubił Marię Juszkiewicz.
- 1902 – W Krakowie Władysław Stanisław Reymont poślubił Aurelię Szabłowską z domu Schatzschnejder.
- 1903 – Wielka powódź we Wrocławiu.
- 1910 – Z okazji 500. rocznicy bitwy pod Grunwaldem w Krakowie został odsłonięty ufundowany przez Ignacego Jana Paderewskiego Pomnik Grunwaldzki, co stało się okazją do wielkiej manifestacji patriotycznej. Podczas uroczystości po raz pierwszy wykonano publicznie Rotę z tekstem Marii Konopnickiej i muzyką Feliksa Nowowiejskiego.
- 1919 – Wojna polsko-ukraińska: wojska polskie pod dowództwem gen. Lucjana Żeligowskiego zajęły ponownie Czortków (obecnie na Ukrainie).
- 1920:
  - Odbył się pierwszy lot (poniemieckim wodnosamolotem) lotnictwa polskiego nad Bałtykiem.
  - Sejm Ustawodawczy uchwalił Statut Organiczny Województwa Śląskiego.
  - W trakcie konferencji w Spa polski rząd zgodził się przyjąć decyzje Rady Najwyższej Ententy w sprawie granic litewskich, przyszłości wschodniej Galicji, sprawy cieszyńskiej i przyszłego traktatu polsko-gdańskiego.
- 1924 – Po poszerzeniu granic miasta liczba mieszkańców Katowic przekroczyła 100 tys.
- 1934 – W trakcie przebudowy runęła wieża opolskiego Ratusza.
- 1938 – W Wołczynie (obecnie Białoruś) pochowano sprowadzone z Leningradu prochy króla Stanisława Augusta Poniatowskiego.
- 1941:
  - W Kolnie na Mazowszu Niemcy rozstrzelali 16 Żydów, których zwłoki pogrzebano wraz ze zburzonym pomnikiem Lenina, wzniesionym na rynku podczas okupacji sowieckiej.
  - W Kostopolu na Wołyniu ukraińscy nacjonaliści z grupy marszowej OUN-B wraz z Niemcami zamordowali około 100 Żydów i 50 Polaków.
- 1943:
  - Utworzono Kierownictwo Walki Podziemnej – ośrodek dyspozycyjny Komendy Głównej AK.
  - W Lesie Pilickim pod Bielskiem Podlaskim Niemcy rozstrzelali 49 mieszkańców miasta.
  - W lesie pod Grajewem Niemcy rozstrzelali 180 mieszkańców miasta.
  - W lesie pod wsią Jeziorko Niemcy rozstrzelali aresztowanych rankiem 52 zakładników spośród inteligencji miasta Łomży.
  - W ruinach warszawskiego getta Niemcy rozstrzelali od 260 do 300 Polaków i Żydów.
- 1945:
  - Założono klub piłkarski Stomil Olsztyn.
  - Założono klub sportowy Warmia Olsztyn.
- 1955 – Polska zakupiła licencję radzieckiego czołgu T-54A, producentem którego zostały Zakłady Mechaniczne „Bumar-Łabędy” w Gliwicach.
- 1956 – We Wrocławiu odsłonięto sprowadzony ze Lwowa pomnik Aleksandra Fredry.
- 1959 – W Sosnowcu elektryk Stanisław Jaros usiłował dokonać zamachu na konwój z Władysławem Gomułką i Nikitą Chruszczowem.
- 1960 – W Łodzi odbył się pierwszy publiczny pokaz filmu historycznego Krzyżacy według powieści Henryka Sienkiewicza i w reżyserii Aleksandra Forda. Oficjalna premiera miała miejsce 2 września tego roku.
- 1961 – Władze komunistyczne usunęły ze szkół naukę religii.
- 1963 – We Wrocławiu ogłoszono stan pogotowia w związku z wybuchem epidemii ospy prawdziwej.
- 1969 – Ogłoszono amnestię.
- 1979:
  - Henryk Charucki wygrał 36. Tour de Pologne.
  - Ogłoszono amnestię.
- 1980 – Lubelski Lipiec: rozpoczął się strajk lubelskich kolejarzy.
- 1986 – Oblatano prototyp samolotu PZL M26 Iskierka.
- 1987 – Sejm PRL przyjął ustawę o Rzeczniku Praw Obywatelskich.
- 1988 – W Warszawie rozpoczął się szczyt Układu Warszawskiego.
- 1995 – W Czymanowie koło Wejherowa rozpoczął się pierwszy Przystanek Woodstock.
- 2010 – Obchody 600-lecia bitwy pod Grunwaldem.

## Wydarzenia na świecie
- 649 – Tang Gaozong został cesarzem Chin.
- 1099 – I wyprawa krzyżowa: armia krzyżowców zdobyła Jerozolimę.
- 1149 – Poświęcono odbudowaną przez krzyżowców Bazylikę Grobu Pańskiego w Jerozolimie.
- 1174 – Baldwin IV Trędowaty został koronowany na króla Jerozolimy.
- 1240 – Wojska nowogrodzkie pokonały Szwedów w bitwie nad Newą.
- 1299 – Haakon V Długonogi został królem Norwegii.
- 1381 – Został powieszony i poćwiartowany John Ball, angielski kaznodzieja ludowy, lollard i ideolog powstania chłopskiego Wata Tylera.
- 1435 – Postanowieniem traktatu pokojowego z Vordingborgu książę Adolf VIII Holsztyński zapewnił sobie posiadanie Szlezwiku jako lenna duńskiego.
- 1490 – Król Czech Władysław II Jagiellończyk został wybrany na króla Węgier i Chorwacji.
- 1500 – Na szczycie schodów przed głównym wejściem do bazyliki św. Piotra książę Bisceglie i Salerno Alfons Aragoński został ciężko zraniony przez nożowników wysłanych przez Cezara Borgię.
- 1515 – Rozpoczął się zjazd wiedeński z udziałem: króla Polski Zygmunta I Starego, króla Czech, Węgier i Chorwacji Władysława II Jagiellończyka i cesarza rzymsko-niemieckiego Maksymiliana I Habsburga.
- 1570 – W pobliżu miejscowości Fuencaliente na wyspie La Palma grupa 40 udających się na misje ewangelizacyjne do Brazylii nowicjuszy, kleryków i kapłanów poniosła śmierć męczeńską za wiarę.
- 1685 – W Tower of London został ścięty za zdradę James Scott, 1. książę Monmouth, przywódca rebelii przeciwko królowi Jakubowi II Stuartowi.
- 1761 – Wojna siedmioletnia: rozpoczęła się bitwa pod Vellinghausen.
- 1783 – Na rzece Saonie we Francji został wypróbowany „Pyroscaphe”, pierwszy statek napędzany silnikiem parowym.
- 1784 – Po ośmioletnim pobycie w USA Tadeusz Kościuszko wypłynął z Nowego Jorku do Francji.
- 1799 – W Egipcie francuski porucznik wojsk inżynieryjnych Pierre-François Bouchard odkrył tzw. Kamień z Rosetty.
- 1801 – Francja i Stolica Apostolska zawarły konkordat.
- 1815 – W zablokowanym przez Royal Navy francuskim porcie Rochefort Napoleon Bonaparte wszedł na pokład HMS „Bellerophon” i oddał się w brytyjską niewolę.
- 1823 – Spłonęła bazylika św. Pawła za Murami w Rzymie.
- 1834 – Dekretem królewskim zniesiono hiszpańską Inkwizycję i skonfiskowano cały pozostały po niej majątek na rzecz państwa.
- 1840 – Przedstawiciele Wielkiej Brytanii, Rosji, Austrii, Prus i Turcji podpisali konwencję londyńską.
- 1846 – Otwarto linię kolejową Budapest – Vác – Szob.
- 1860 – Ukazem cara Aleksandra II Romanowa został ustanowiony Medal za Podbój Czeczenii i Dagestanu w Latach 1857–59.
- 1864 – Alfred Nobel otrzymał patent na nitroglicerynę.
- 1869 – Francuz Hippolyte Mège-Mouriès opatentował margarynę.
- 1870 – Georgia jako ostatni stan byłych Skonfederowanych Stanów Ameryki powróciła w skład Unii.
- 1873 – W Glasgow został założony najbardziej utytułowany klub piłkarski na świecie Rangers F.C.
- 1888 – W wyniku erupcji japońskiego wulkanu Bandai na wyspie Honsiu zginęło około 500 osób.
- 1890 – Francuski astronom Auguste Charlois odkrył planetoidę (294) Felicia.
- 1902 – Poświęcono sobór św. Włodzimierza w rosyjskim Astrachaniu.
- 1910 – Carlos Eugenio Restrepo został wybrany przez parlament na urząd prezydenta Kolumbii.
- 1914 – Francisco Carvajal został prezydentem Meksyku.
- 1916 – William Boeing i George Westervelt założyli przedsiębiorstwo B&W, którego firma została później zmieniona na Boeing Company.
- 1918 – I wojna światowa: rozpoczęła się II bitwa nad Marną.
- 1922 – Została założona Japońska Partia Komunistyczna.
- 1923 – Aerofłot uruchomił pierwszą linię wewnętrzną Moskwa-Niżny Nowogród (rok wcześniej rozpoczęto loty na trasie zagranicznej Moskwa-Królewiec).
- 1924 – Centralny Komitet Wykonawczy Białoruskiej SRR przyjął rezolucję O praktycznych środkach polityki narodowej, zgodnie z którą białorutenizacja stała się oficjalną polityką państwa.
- 1927 – W Wiedniu od strzałów wojska i policji zginęło 89 demonstrantów.
- 1933 – Amerykański pilot Wiley Post wystartował samolotem Lockheed Vega w pierwszy udany lot dookoła świata zakończony 22 lipca.
- 1934 – Rozpoczęły działalność amerykańskie Continental Airlines (jako Varney Speed Lines).
- 1937 – Rozpoczął działalność obóz koncentracyjny Buchenwald koło Weimaru.
- 1938 – Fiaskiem zakończyła się dziesięciodniowa międzynarodowa konferencja we francuskim Évian-les-Bains, której celem było znalezienie rozwiązania problemu żydowskich uchodźców w Europie w związku z działalnością nazistów.
- 1940:
  - Front zachodni: nieudany rajd brytyjskich komandosów na okupowaną przez Niemców wyspę Guernsey w archipelagu Wysp Normandzkich (operacja „Ambassador”).
  - Zakończyły się dwudniowe wybory parlamentarne na okupowanych przez ZSRR Litwie, Łotwie i Estonii.
- 1941 – Front wschodni: rozpoczęła się bitwa pod Humaniem.
- 1942 – Bitwa o Atlantyk: u wybrzeży Karoliny Północnej amerykańskie samoloty zatopiły bombami głębinowymi niemiecki okręt podwodny U-576 wraz z całą, 45-osobową załogą.
- 1943:
  - Bitwa o Atlantyk: na Morzu Północnym został zatopiony bombami głębinowymi przez brytyjski bombowiec Consolidated B-24 Liberator niemiecki okręt podwodny U-319 wraz z całą, 51-osobową załogą.
  - W Niepodległym Państwie Chorwackim powstała Niemiecko-Chorwacka Policja.
  - W Sielcach nad Oką na terytorium ZSRR złożyli przysięgę żołnierze I Dywizji LWP im. T. Kościuszki.
- 1946 – Borneo Północne zostało kolonią brytyjską.
- 1948:
  - I wojna izraelsko-arabska: zwycięstwo wojsk izraelskich nad egipskimi w bitwie o Be’erot Jicchak.
  - Nieudany zamach na przywódcę włoskich komunistów Palmiro Togliattiego.
- 1949 – 12 osób zginęło w wyniku eksplozji składu amunicji w górach Eifel w zachodnich Niemczech.
- 1953 – Ustanowiono flagę Litewskiej SRR.
- 1954 – W Reston w stanie Waszyngton dokonano oblotu pierwszego komercyjnego amerykańskiego odrzutowca pasażerskiego Boeing 707.
- 1957 – Premier Tunezji Habib Burgiba dokonał zamachu stanu, w wyniku którego został obalony i uwięziony w areszcie domowym król Muhammad VIII, a 10 dni później proklamowano republikę z Burgibą jako prezydentem.
- 1958:
  - 5 tys. amerykańskich marines wylądowało w Bejrucie w celu wsparcia prozachodniego rządu Libanu.
  - Julia Lennon, matka Johna, została śmiertelnie potrącona w Liverpoolu przez samochód prowadzony przez pijanego policjanta.
- 1963:
  - Na japońskiej wyspie Honsiu utworzono Park Narodowy San’in Kaigan.
  - Zwodowano francuski lotniskowiec „Foch”.
- 1964 – Anastas Mikojan został przewodniczącym prezydium Rady Najwyższej ZSRR.
- 1965 – Jeorjos Atanasiadis-Nowas został premierem Grecji.
- 1967 – Na Wzgórzach Golan założono kibuc Merom – pierwsze osiedle żydowskie na terenach zajętych przez Izrael w trakcie wojny sześciodniowej.
- 1968 – Należący do Aerofłotu Ił-62 na trasie Moskwa-Nowy Jork i Boeing 707 linii Pan Am w przeciwnym kierunku odbyły pierwsze komercyjne loty między ZSRR a USA.
- 1969 – Tu-144 jako pierwszy komercyjny samolot przekroczył prędkość mach 2.
- 1971 – Papież Paweł VI powołał Papieską Radę „Cor Unum”.
- 1972 – Wysadzono w powietrze ostatnie z 33 bloków na modernistycznym osiedle mieszkaniowe Pruitt-Igoe w Saint Louis w amerykańskim stanie Missouri.
- 1974:
  - Cierpiąca na depresję 29-letnia prezenterka telewizyjna Christine Chubbuck ze stacji WXLT w Sarasota na Florydzie popełniła na wizji samobójstwo strzelając sobie w głowę z rewolweru.
  - W inspirowanym przez grecką juntę czarnych pułkowników zamachu stanu został obalony prezydent Cypru abp Makarios III.
- 1982 – W wyniku przerwania zapory Lawn-Lake w amerykańskim stanie Kolorado zginęły 3 osoby, a straty sięgnęły od 21 do 31 mln dolarów.
- 1983:
  - 8 osób zginęło, a 55 zostało rannych w zamachu bombowym przy linii odpraw Turkish Airlines w porcie lotniczym Paryż-Orly, przeprowadzonym przez armeńską organizację terrorystyczną ASALA.
  - Premiera komedii filmowej Zelig w reżyserii Woody’ego Allena.
- 1988 – Premiera filmu sensacyjnego Szklana pułapka w reżyserii Johna McTiernana.
- 1991 – Po 180 latach od przeniesienia jego siedziby do Wrocławia otwarto ponownie Europejski Uniwersytet Viadrina we Frankfurcie nad Odrą.
- 1994:
  - Gyula Horn został premierem Węgier.
  - Premiera komedii sensacyjnej Prawdziwe kłamstwa w reżyserii Jamesa Camerona.
- 1996 – Na lotnisku w holenderskim Eindhoven rozbił się belgijski wojskowy samolot transportowy Lockheed C-130 Hercules, w wyniku czego zginęły 34 osoby.
- 1997 – Przed swoim domem w Miami Beach został zastrzelony włoski dyktator mody Gianni Versace.
- 2001 – Latifur Rahman został premierem Bangladeszu.
- 2002 – Powołano Agencję Unii Europejskiej ds. Bezpieczeństwa Lotniczego (EASA) z siedzibą w Kolonii.
- 2004 – Dokonano oblotu włoskiego samolotu szkolno-treningowego Aermacchi M-346.
- 2005:
  - Wprowadzono do obiegu banknot o nominale 100 000 rubli białoruskich.
  - Zabytkowe centrum Makau umieszczono na Liście Światowego Dziedzictwa UNESCO.
- 2007 – Szimon Peres został prezydentem Izraela.
- 2009:
  - 168 osób zginęło w katastrofie należącego do irańskich Caspian Airlines samolotu Tu-154M w północno-zachodnim Iranie.
  - Najpotężniejsze od 78 lat trzęsienie ziemi na Nowej Zelandii.
- 2010:
  - 27 osób zginęło, a 270 zostało rannych w samobójczym zamachu bombowym na meczet w irańskim Zahedanie.
  - 40 osób zginęło, a ponad 30 zostało rannych w pożarze hotelu w irackim mieście As-Sulajmanijja.
- 2012 – Wojna domowa w Syrii: rozpoczęła się bitwa w Damaszku.
- 2014:
  - 24 osoby zginęły, a ponad 160 zostało rannych w wyniku wykolejenia pociągu na linii Arbacko-Pokrowskiej moskiewskiego metra.
  - 89 osób zginęło, a ponad 40 zostało rannych w samobójczym zamachu bombowym na bazar w mieście Urgun we wschodnim Afganistanie.
  - W wyniku osunięcia wzgórza został zniszczony kompleks skoczni narciarskich Kiremitliktepe w mieście Erzurum we wschodniej Turcji.
- 2015 – Sąd okręgowy w Lüneburgu skazał na 4 lata więzienia niemieckiego strażnika obozu koncentracyjnego KL Auschwitz-Birkenau Oskara Gröninga, oskarżonego o pomocnictwo w zamordowaniu 300 tys. osób w okresie służby w tym obozie.
- 2016:
  - 312 osób zginęło, a ponad 1440 zostało rannych w wyniku nieudanej próby wojskowego zamachu stanu w Turcji (15-16 lipca).
  - Synod Kościoła Anglikańskiego w Kanadzie uznał małżeństwa osób tej samej płci.
  - Za zgodą Białego Domu Kongres Stanów Zjednoczonych odtajnił 28 stron swojego raportu z 2002 roku poświęconego zamachom z 11 września 2001 roku.
- 2018 – W rozegranym na moskiewskich Łużnikach finale XXI Mistrzostw Świata w Piłce Nożnej Francja pokonała Chorwację 4:2.
- 2020 – Pedro Cateriano został po raz drugi premierem Peru.
- 2023 – Argentyński piłkarz Lionel Messi podpisał 2,5-roczny kontrakt z Inter Miami CF.
- 2024 – Khadga Prasad Sharma Oli został po raz trzeci premierem Nepalu.

## Eksploracja kosmosu
- 1965 – Amerykańska sonda Mariner 4 dotarła do Marsa.
- 1975 – Rozpoczęła się wspólna radziecko-amerykańska misja kosmiczna Sojuz-Apollo.
- 2000 – Z kosmodromu w rosyjskim Plesiecku został wyniesiony na orbitę satelita geo-naukowy CHAMP.
- 2009 – Rozpoczęła się misja STS-127 wahadłowca Endeavour.

## Urodzili się
- 980 – Ichijō, cesarz Japonii (zm. 1011)
- 1353 – Włodzimierz Chrobry, książę moskiewski (zm. 1410)
- 1442 – Boček z Kunštátu, członek czeskiej dynastii Podiebradów (zm. 1496)
- 1471 – Aleksander, cesarz Etiopii (zm. 1494)
- 1478 – Barbara Jagiellonka, królewna polska, księżna Saksonii (zm. 1534)
- 1573 – Inigo Jones, angielski architekt (zm. 1652)
- 1600 – (data chrztu) Jan Cossiers, flamandzki malarz (zm. 1671)
- 1606 – Rembrandt, holenderski malarz, rysownik (zm. 1669)
- 1609 – Kazimierz Leon Sapieha, podkanclerzy litewski, marszałek nadworny litewski, pisarz wielki litewski, sekretarz królewski (zm. 1656)
- 1631 – Jens Juel, duński dyplomata, polityk (zm. 1700)
- 1648 – Hieronim Wierzbowski, polski duchowny katolicki, biskup pomocniczy i administrator diecezji poznańskiej (zm. 1712)
- 1649 – Tobiaš Jan Becker, czeski duchowny katolicki, biskup hradecki (zm. 1710)
- 1737 – Ludwika Maria Burbon, francuska księżniczka, zakonnica (zm. 1787)
- 1745 – Jean-Pierre Norblin de La Gourdaine, francuski malarz, rysownik, grafik (zm. 1830)
- 1747 – Teresa Małgorzata od Serca Jezusowego Redi, włoska karmelitanka, święta (zm. 1770)
- 1750 – Franciszek Fryderyk, książę Saksonii-Coburg-Saalfeld (zm. 1806)
- 1765 – Charles Goldsborough, amerykański polityk (zm. 1834)
- 1787 – (lub 14 lipca) Jakub Szela, polski przywódca chłopski (zm. 1860)
- 1791:
  - Lewi Lesser, polski kupiec pochodzenia żydowskiego (zm. 1870)
  - Johann Gottlieb Maaß, niemiecki pastor, redaktor, historyk (zm. 1861)
- 1798 – Aleksandr Gorczakow, rosyjski polityk, dyplomata (zm. 1883)
- 1804:
  - Henryk Krasiński, polski pisarz, uczestnik powstania listopadowego, emigrant (zm. 1876)
  - Jane Stirling, szkocka pianistka (zm. 1859)
- 1810 – Johann Löwenthal, brytyjski szachista pochodzenia węgierskiego (zm. 1876)
- 1815 – Jean-Achille Bénouville, francuski malarz pejzażysta (zm. 1891)
- 1820 – Jędrzej Wala (starszy), polski przewodnik tatrzański (zm. 1896)
- 1823 – Aleksander Hessen-Darmstadt, książę Hesji i Renu (zm. 1888)
- 1831:
  - Reinhold Begas, niemiecki rzeźbiarz, malarz (zm. 1911)
  - Bonawentura Toeplitz, polski przemysłowiec pochodzenia żydowskiego (zm. 1905)
- 1837 – Stefania Hohenzollern-Sigmaringen, królowa Portugalii (zm. 1859)
- 1845 – Maria Teresa Habsburg, arcyksiężniczka austriacka, księżna wirtemberska (zm. 1927)
- 1847:
  - Henryk Dziedzicki, polski biolog, entomolog, lekarz (zm. 1921)
  - Henryk Sadowski, polski dziennikarz, publicysta (zm. 1908)
- 1848 – Vilfredo Pareto, włoski ekonomista, socjolog, wykładowca akademicki (zm. 1923)
- 1849 – Friedrich Schauta, austriacki ginekolog (zm. 1919)
- 1850:
  - Franciszka Ksawera Cabrini, włosko-amerykańska tercjarka franciszkańska, święta (zm. 1917)
  - Agar Wynne, australijski polityk (zm. 1934)
- 1852 – Josef Josephi, polski śpiewak operowy, aktor (zm. 1920)
- 1856 – Józef Higersberger, polski polityk, prawnik, minister sprawiedliwości (zm. 1921)
- 1858 – Mieczysław Frenkiel, polski aktor (zm. 1935)
- 1859 – Karel Škorpil, czeski przyrodoznawca, archeolog (zm. 1944)
- 1860 – Max von Oppenheim, niemiecki dyplomata, archeolog (zm. 1946)
- 1861 – Émile Thubron, francuski motorowodniak (zm. 1927)
- 1862 – Ernest Troubridge, brytyjski admirał (zm. 1926)
- 1865:
  - Wacław Bębnowski, polski rzeźbiarz (zm. 1945)
  - Cesare Laurenti, włoski inżynier (zm. 1921)
  - Ludwig Sütterlin, niemiecki grafik, pedagog (zm. 1917)
- 1866 – Saliamonas Banaitis, litewski wydawca, bankier, działacz społeczno-oświatowy (zm. 1933)
- 1867:
  - Jean-Baptiste Charcot, francuski lekarz, żeglarz, badacz polarny (zm. 1936)
  - Ménie Muriel Dowie, brytyjska pisarka (zm. 1945)
  - Józef Kubis, niemiecki duchowny rzymskokatolicki (zm. 1942)
- 1870 – Leonid Krasin, radziecki inżynier, dyplomata, polityk (zm. 1926)
- 1871:
  - Henryk Arctowski, polski geofizyk, geograf, podróżnik, badacz polarny (zm. 1958)
  - Max Bodenstein, niemiecki chemik fizyczny (zm. 1942)
- 1874 – Friedrich Heinrich Hohenzollern, książę pruski (zm. 1940)
- 1875 – Charles Mallory Hatfield, amerykański meteorolog amator (zm. 1958)
- 1876 – Ałaiza Paszkiewicz, białoruska poetka, działaczka społeczno-polityczna, publicystka (zm. 1916)
- 1877 – Alfredo González, kostarykański prawnik, polityk, wiceprezydent i prezydent Kostaryki (zm. 1962)
- 1878 – Anna Coleman Ladd, amerykańska rzeźbiarka, protetyczka (zm. 1939)
- 1879 – William F. Ludwig, niemiecki perkusista, producent perkusji (zm. 1973)
- 1880 – Bohdan Barwinśkyj, ukraiński historyk, polityk (zm. 1958)
- 1881:
  - Nan Wood Honeyman, amerykańska polityk (zm. 1970)
  - Henryk Małkowski, polski aktor (zm. 1959)
- 1883:
  - Louis Lavelle, francuski filozof, wykładowca akademicki (zm. 1951)
  - Wacław Jan Przeździecki, polski generał brygady (zm. 1964)
- 1885:
  - Josef Frank, austriacki architekt (zm. 1967)
  - Arthur Zborzil, austriacki tenisista (zm. 1937)
- 1886 – Wilhelm Hempfing, niemiecki malarz (zm. 1948)
- 1889 – Marjorie Rambeau, amerykańska aktorka (zm. 1970)
- 1890 – Irena Łuczyńska-Szymanowska, polska malarka (zm. 1966)
- 1891 – Anatolij Piepielajew, rosyjski generał (zm. 1938)
- 1892:
  - Józef Kołodziejczyk, polski krajoznawca, pedagog (zm. 1963)
  - Stefan Konieczniak, polski działacz komunistyczny (zm. 1968)
  - Erik Sætter-Lassen, duński strzelec sportowy (zm. 1966)
  - Włodzimierz Steyer, polski kontradmirał (zm. 1957)
- 1893:
  - Włodzimierz Antoniewicz, polski archeolog, wykładowca akademicki pochodzenia ormiańskiego (zm. 1973)
  - Johannes Gerhardus Strijdom, południowoafrykański polityk, premier Związku Południowej Afryki (zm. 1958)
- 1894 – Tadeusz Sendzimir, polski inżynier, wynalazca (zm. 1989)
- 1895:
  - Hans-Georg von Friedeburg, niemiecki admirał (zm. 1945)
  - Władimir Orłow, radziecki admirał, polityk (zm. 1938)
- 1896:
  - Antoni Hałko, polski polityk, poseł na Sejm RP (zm. 1967)
  - Henryk Jagiełło, polski oficer i działacz niepodległościowy (zm. 1940)
  - Frank Small Jr., amerykański polityk (zm. 1973)
- 1897:
  - Henryk Gumol, polski sierżant Legionów Polskich, działacz niepodległościowy (zm. 1916)
  - Władimir Kriukow, radziecki generał porucznik (zm. 1959)
- 1898:
  - Noel Gay, brytyjski kompozytor (zm. 1954)
  - Erik Wilén, fiński lekkoatleta, płotkarz i sprinter (zm. 1982)
- 1899 – Seán Lemass, irlandzki polityk, premier Irlandii (zm. 1971)
- 1900:
  - Enrique Cadicamo, argentyński prozaik, poeta (zm. 1999)
  - Antoni Cejzik, polski lekkoatleta, wieloboista, żołnierz (zm. 1939)
  - Georges Wodli, francuski komunista, związkowiec, działacz ruchu oporu (zm. 1943)
- 1901:
  - Nicola Abbagnano, włoski filozof, wykładowca akademicki (zm. 1990)
  - Paulo d’Eça Leal, portugalski szpadzista (zm. 1977)
  - Ziemowit Szuman, polski malarz (zm. 1976)
  - Ludwik Tyrowicz, polski grafik, pedagog (zm. 1958)
  - Marian Tyrowicz, polski historyk, wykładowca akademicki (zm. 1989)
- 1902:
  - Józef Ordyniec, polski nauczyciel, polityk, poseł na Sejm Ustawodawczy (zm. 1950)
  - Jean Rey, belgijski polityk (zm. 1983)
  - Herma Schurinek, austriacka lekkoatletka, sprinterka i skoczkini w dal (zm. ?)
- 1903:
  - Otto Christian Dahl, norweski misjonarz, językoznawca (zm. 1995)
  - (lub 6 lipca) Wanda Jakubińska, polska aktorka (zm. 1987)
- 1904:
  - Rudolf Arnheim, niemiecki pisarz, teoretyk sztuki i filmu, psycholog percepcji (zm. 2007)
  - Aleksander Kiryluk, polski działacz komunistyczny (zm. 1984)
  - Marian Wyrzykowski, polski aktor, reżyser, pedagog (zm. 1970)
- 1905:
  - Chaudhry Mohammad Ali, pakistański polityk, premier Pakistanu (zm. 1980)
  - Aleksandr Chwyla, rosyjski aktor pochodzenia szwedzkiego (zm. 1976)
  - Tadeusz Wawrzynowicz, polski skrzypek, pedagog i działacz muzyczny (zm. 1985)
  - Lew Wyld, brytyjski kolarz torowy (zm. 1974)
- 1906 – Maria Frankowska, polska etnolog, muzealniczka (zm. 1996)
- 1908:
  - Jan Anasiewicz, polski kapitan artylerii (zm. 1940)
  - Antoni Wrzosek, polski geograf (zm. 1983)
  - Henryk Zygalski, polski matematyk, kryptolog (zm. 1978)
- 1909:
  - Hendrik Casimir, holenderski fizyk teoretyczny (zm. 2000)
  - William Gemmell Cochran, amerykański statystyk (zm. 1980)
  - Dina Halpern, polska aktorka pochodzenia żydowskiego (zm. 1989)
  - Józef Toledo Pellicer, hiszpański duchowny katolicki, męczennik, błogosławiony (zm. 1936)
  - Georges Verriest, francuski piłkarz (zm. 1985)
  - Roman Zambrowski, polski pułkownik, działacz państwowy, polityk, poseł na Sejm PRL (zm. 1977)
- 1910:
  - Jewdokim Malcew, radziecki generał (zm. 1981)
  - Aleksandar Tirnanić, jugosłowiański piłkarz, trener (zm. 1992)
- 1911 – Edward Shackleton, brytyjski geograf, polityk (zm. 1994)
- 1912:
  - Roman Banach, polski operator, realizator, montażysta, reżyser, scenarzysta, żołnierz, uczestnik powstania warszawskiego (zm. 1966)
  - Ernie Goodsir-Cullen, indyjski hokeista na trawie (zm. 1993)
  - Maguba Syrtłanowa, radziecka pilotka wojskowa (zm. 1971)
  - Jadwiga Żak-Stewart, polska superstulatka
- 1913:
  - Stefan Dembicki, francuski piłkarz pochodzenia polskiego (zm. 1985)
  - Hammond Innes, brytyjski pisarz (zm. 1998)
  - Jerzy Jankiewicz, polski major pilot (zm. 1942)
  - Jerzy Maciuszko, polski historyk, krytyk literacki (zm. 2011)
  - Jéróme Rakotomalala, madagaskarski duchowny katolicki, biskup Tananarive (zm. 1975)
  - Abraham Suckewer, polsko-izraelski prozaik, poeta (zm. 2010)
- 1914:
  - Birabongse Bhanutej Bhanubandh, tajski kierowca wyścigowy (zm. 1985)
  - Bolesław Jackiewicz, polski major, polityk, poseł na Sejm PRL (zm. 1982)
  - Josef Miner, niemiecki bokser (zm. 1944)
  - Czesław Twardzik, polski poeta, polityk (zm. 1979)
- 1915:
  - Albert Ghiorso, amerykański chemik (zm. 2010)
  - Lance Tingay, brytyjski dziennikarz tenisowy (zm. 1990)
- 1916 – Jan Łubniewski, polski żandarm wojskowy, poeta (zm. 2010)
- 1917:
  - Robert Conquest, brytyjski historyk, sowietolog (zm. 2015)
  - Reidar Liaklev, norweski łyżwiarz szybki (zm. 2006)
  - Nur Mohammad Taraki, afgański pisarz, polityk, prezydent Afganistanu (zm. 1979)
- 1918:
  - Bertram Brockhouse, kanadyjski fizyk, laureat Nagrody Nobla (zm. 2003)
  - Jan Czarny, polski poeta, prozaik, tłumacz (zm. 1985)
  - Knut Holmqvist, szwedzki strzelec sportowy (zm. 2000)
  - Brenda Milner, kanadyjska neuropsycholog
  - Michał Nadel, polski adwokat, działacz społeczności żydowskiej (zm. 2014)
  - Lidia Zamkow, polska aktorka, reżyserka (zm. 1982)
- 1919:
  - José Gabriel Calderón Contreras, kolumbijski duchowny katolicki, biskup Cartago (zm. 2006)
  - Iris Murdoch, irlandzka pisarka (zm. 1999)
- 1920 – Antoni Paszkowski, polski rolnik, polityk, poseł na Sejm PRL (zm. 1997)
- 1921:
  - Franciszek Bielicki, polski chirurg, wykładowca akademicki (zm. 1999)
  - Henri Colpi, francuski reżyser, scenarzysta i montażysta filmowy (zm. 2006)
  - Robert Bruce Merrifield, amerykański biochemik, laureat Nagrody Nobla (zm. 2006)
- 1922:
  - Leon Lederman, amerykański fizyk, laureat Nagrody Nobla (zm. 2018)
  - Jean-Pierre Richard, francuski literaturoznawca, krytyk literacki (zm. 2019)
  - Frank Wallace, amerykański piłkarz (zm. 1979)
- 1923:
  - Philly Joe Jones, amerykański perkusista jazzowy (zm. 1985)
  - Zbigniew Rogowski, polski dziennikarz, publicysta, krytyk filmowy, korespondent (zm. 2007)
  - Anna Turkiewicz-Jabłczyńska, polska lekarz, pediatra (zm. 1974)
  - Andrzej Zahorski, polski historyk, varsavianista (zm. 1992)
  - Krzysztof Zborowski, polski sierżant podchorąży, uczestnik powstania warszawskiego (zm. 1944)
- 1924:
  - David Cox, brytyjski statystyk (zm. 2022)
  - Mahmud Esambajew, czeczeński tancerz, aktor, choreograf (zm. 2000)
- 1925:
  - D.A. Pennebaker, amerykański reżyser filmów dokumentalnych (zm. 2019)
  - Anna Włodarczyk, polska florecistka (zm. 2003)
- 1926:
  - Driss Chraïbi, marokański pisarz (zm. 2007)
  - Leopoldo Galtieri, argentyński generał, polityk, prezydent Argentyny (zm. 2003)
  - Carl Melles, austriacki dyrygent pochodzenia węgierskiego (zm. 2004)
  - Tadeusz Szczerba, polski działacz turystyczny, przewodnik tatrzański (zm. 2003)
  - Elliot Thomas, amerykański duchowny katolicki, biskup Saint Thomas (zm. 2019)
- 1927:
  - Krystyna Broll-Jarecka, polska poetka (zm. 2011)
  - Håkon Brusveen, norweski biegacz narciarski (zm. 2021)
  - Joe Turkel, amerykański aktor (zm. 2022)
  - Carmen Zapata, amerykańska aktorka (zm. 2014)
- 1928:
  - Pál Benkő, amerykański szachista pochodzenia węgierskiego (zm. 2019)
  - Fritz Marquardt, niemiecki aktor (zm. 2014)
  - Nicholas Rescher, amerykański filozof, wykładowca akademicki (zm. 2024)
  - Carl Woese, amerykański mikrobiolog, fizyk, wykładowca akademicki (zm. 2012)
- 1929:
  - Małgorzata Leśniewska, polska aktorka (zm. 2019)
  - Michał Pietrzak, polski prawnik, wykładowca akademicki (zm. 2021)
  - Ian Stewart, brytyjski kierowca wyścigowy (zm. 2017)
- 1930:
  - Jacques Derrida, francuski filozof (zm. 2004)
  - Gustaw Koliński, polski aktor, tłumacz (zm. 2006)
  - Stephen Smale, amerykański matematyk, wykładowca akademicki
- 1931:
  - Clive Cussler, amerykański pisarz (zm. 2020)
  - Charles Grahmann, amerykański duchowny katolicki, biskup Dallas (zm. 2018)
- 1933:
  - Alicja Miguła, polska koszykarka (zm. 2013)
  - Julian Bream, brytyjski gitarzysta klasyczny, lutnista (zm. 2020)
  - Guido Crepax, włoski autor komiksów, ilustrator (zm. 2003)
  - Ivan Gálfy, słowacki wspinacz, ratownik górski (zm. 2011)
- 1934:
  - Boris Batanow, rosyjski piłkarz, trener (zm. 2004)
  - Harrison Birtwistle, brytyjski kompozytor muzyki poważnej (zm. 2022)
  - Brian Callison, brytyjski pisarz (zm. 2024)
  - Barbara Sosgórnik, polska lekkoatletka, płotkarka i wieloboistka (zm. 2016)
- 1935:
  - Lars Bergenstråhle, szwedzki reżyser i scenarzysta filmowy (zm. 1995)
  - Gianni Garko, włoski aktor pochodzenia chorwackiego
  - Robert Kotei, ghański lekkoatleta, skoczek wzwyż, generał major, polityk (zm. 1979)
  - Rudolf Kozłowski, polski sztangista
  - Muhammad Szukri, marokański pisarz (zm. 2003)
  - Lothar Thomas, niemiecki kierowca wyścigowy
- 1936:
  - Krystyna Chojnowska-Liskiewicz, polska żeglarka, projektantka i konstruktorka okrętów (zm. 2021)
  - Steven Gilborn, amerykański aktor (zm. 2009)
  - George Voinovich, amerykański polityk pochodzenia serbsko-słoweńskiego (zm. 2016)
  - Tadeusz Walasek, polski bokser (zm. 2011)
- 1937:
  - Matthew Clark, amerykański duchowny katolicki, biskup Rochester (zm. 2023)
  - Jan Mendel, polski badmintonista
  - Henryk Szymczak, polski fizyk, wykładowca akademicki
- 1938:
  - Bill Alsup, amerykański kierowca wyścigowy (zm. 2016)
  - Enrique Figuerola, kubański lekkoatleta, sprinter
  - Antoni Kawałko, polski malarz, grafik (zm. 2015)
  - Bogdan Potocki, polski aktor (zm. 2013)
- 1939:
  - José Alves, brazylijski piłkarz (zm. 2021)
  - Boris Kolker, amerykański językoznawca, tłumacz, esperantysta
  - Aníbal Cavaco Silva, portugalski polityk, premier i prezydent Portugalii
- 1940:
  - Paweł Cieślik, polski duchowny katolicki, biskup pomocniczy koszalińsko-kołobrzeski
  - Chris Cord, amerykański kierowca wyścigowy
- 1941:
  - Archie Clark, amerykański koszykarz
  - Larry Cohen, amerykański reżyser, scenarzysta i producent filmowy (zm. 2019)
  - Vicente Guillot, hiszpański piłkarz
  - Helmut Witte, niemiecki trener piłkarski
- 1942:
  - Amir Karokulow, tadżycki polityk (zm. 2014)
  - Jerzy Kossela, polski gitarzysta, wokalista, kompozytor, autor tekstów, członek zespołu Czerwone Gitary (zm. 2017)
  - Tommy Ruskin, amerykański perkusista jazzowy (zm. 2015)
- 1943:
  - Arkadiusz (Afonin), rosyjski biskup prawosławny
  - Bashkim Kopliku, albański inżynier, polityk, minister spraw wewnętrznych (zm. 2020)
  - Michaił Żelew, bułgarski lekkoatleta, długodystansowiec (zm. 2021)
- 1944:
  - Iwan Szczokin, białoruski piłkarz, trener (zm. 2000)
  - Jan-Michael Vincent, amerykański aktor, producent telewizyjny i filmowy (zm. 2019)
- 1945:
  - David Granger, gujański wojskowy, polityk, prezydent Gujany
  - Henryk J. Kozak, polski poeta, prozaik
  - Matti Wuori, fiński prawnik, działacz społeczny, polityk (zm. 2005)
- 1946:
  - Hassanal Bolkiah, sułtan Brunei
  - Dieter Herzog, niemiecki piłkarz
  - Linda Ronstadt, amerykańska piosenkarka
  - Wojciech Wąsikiewicz, polski piłkarz, trener (zm. 2015)
- 1947:
  - Peter Banks, brytyjski gitarzysta, członek zespołu Yes (zm. 2013)
  - Peter Michael Hamel, niemiecki multiinstrumentalista, kompozytor
  - Eiki Matayoshi, japoński pisarz
  - Dorylas Moreau, kanadyjski duchowny katolicki, biskup Rouyn-Noranda (zm. 2019)
  - David Zywiec, amerykański duchowny katolicki, kapucyn, biskup Siuny (zm. 2020)
- 1948:
  - Michael Cremo, amerykański pisarz
  - Mieczysław Czerniawski, polski przedsiębiorca, polityk, poseł na Sejm RP
  - Richard Franklin, australijski reżyser filmowy (zm. 2007)
  - Enrique Regüeiferos, kubański bokser (zm. 2002)
  - Twinkle, brytyjska piosenkarka, autorka tekstów (zm. 2015)
  - Józef Wesołowski, polski duchowny katolicki, biskup, nuncjusz apostolski (zm. 2015)
- 1949:
  - Philippe Aigrain, francuski informatyk (zm. 2021)
  - Carl Bildt, szwedzki polityk, premier Szwecji
  - John Casken, brytyjski kompozytor
  - Trevor Horn, brytyjski muzyk, producent muzyczny
  - Anne Makinda, tanzańska polityczka, prezeska UNICEF
  - Richard Russo, amerykański pisarz
- 1950:
  - Colin Barnett, australijski polityk, premier Australii Zachodniej
  - Tony Esposito, włoski muzyk, piosenkarz, autor tekstów, perkusista
  - Uwe Unterwalder, niemiecki kolarz torowy
- 1951:
  - Gregory Isaacs, jamajski muzyk reggae (zm. 2010)
  - Jesse Ventura, amerykański wrestler, polityk
- 1952:
  - Witold Graboś, polski polityk, urzędnik państwowy
  - Celia Imrie, brytyjska aktorka
  - Włodzimierz Kiniorski, polski muzyk, kompozytor
  - Terry O’Quinn, amerykański aktor
  - Ileana Ros-Lehtinen, amerykańska polityk, kongreswoman
  - Franklyn Seales, amerykański aktor (zm. 1990)
  - Johnny Thunders, amerykański gitarzysta, wokalista, autor piosenek (zm. 1991)
- 1953:
  - Jean-Bertrand Aristide, haitański polityk, prezydent Haiti
  - Neda Arnerić, serbska aktorka (zm. 2020)
  - Maciej Dejczer, polski reżyser i scenarzysta filmowy
- 1954:
  - Czesław Biliński, polski koszykarz
  - Tarak Dhiab, tunezyjski piłkarz
  - Jorgos Kaminis, grecki prawnik, samorządowiec, burmistrz Aten
  - Mario Kempes, argentyński piłkarz, trener
  - Andrzej Tadeusz Kijowski, polski teatrolog, krytyk literacki i teatralny, poeta, publicysta
- 1955:
  - Anna Iwaszkiewicz, polska producentka filmowa (zm. 2008)
  - Óscar Enrique Sánchez, gwatemalski piłkarz, trener (zm. 2019)
  - Kazimierz Smoliński, polski samorządowiec, polityk, poseł na Sejm RP
  - Jomo Sono, południowoafrykański piłkarz, trener
  - Agnieszka Wyszyńska, polska lekkoatletka, chodziarka
- 1956:
  - Ian Curtis, brytyjski muzyk, wokalista, autor tekstów piosenek, członek zespołu Joy Division (zm. 1980)
  - Henryk Kowalczyk, polski nauczyciel, samorządowiec, polityk, poseł na Sejm PRL, minister środowiska
  - Emmanuel Kundé, kameruński piłkarz (zm. 2025)
  - Marky Ramone, amerykański perkusista, członek zespołu Ramones
  - Joe Satriani, amerykański gitarzysta, wokalista, kompozytor
- 1957:
  - Ľubomír Vážny, słowacki inżynier, polityk
  - Marek Zybura, polski historyk literatury i kultury, komparatysta, tłumacz
- 1958:
  - Marlena Drozdowska, polska piosenkarka
  - Tyberij Korponaj, ukraiński piłkarz, trener (zm. 2021)
  - Ron Preston, amerykański żużlowiec
  - Janusz Szymański, polski prawnik, polityk, poseł na Sejm RP (zm. 2020)
  - Mac Thornberry, amerykański polityk, kongresman
- 1959:
  - Marian Blecharczyk, polski samorządowiec, polityk, poseł na Sejm RP
  - Damiano Giulio Guzzetti, włoski duchowny katolicki, biskup Moroto w Ugandzie
  - Vincent Lindon, francuski aktor, reżyser i scenarzysta filmowy
- 1960:
  - Willie Aames, amerykański aktor, reżyser, scenarzysta i producent filmowy
  - Kim Alexis, amerykańska aktorka, modelka
  - David Folley, brytyjski malarz
  - Tomasz Olszewski, polski kompozytor, autor tekstów, pieśniarz, dziennikarz
- 1961:
  - Lolita Davidovich, kanadyjska aktorka pochodzenia serbskiego
  - Gian Luca Galletti, włoski ekonomista, polityk
  - Jean-Christophe Grangé, francuski pisarz
  - Forest Whitaker, amerykański aktor
- 1962:
  - Marek Jan Chodakiewicz, polsko-amerykański historyk, wykładowca akademicki
  - Michelle Ford, australijska pływaczka
  - Aleksander Żywiecki, polski malarz
- 1963:
  - Igor Dżambazow, macedoński aktor, piosenkarz, pisarz
  - Monika Forstinger, austriacka bizneswoman, inżynier, polityk
  - Ivan Fuksa, czeski samorządowiec, polityk
  - Leandro Machado, brazylijski trener piłkarski
  - Anthony Martinez, belizeński polityk
  - Brigitte Nielsen, duńska aktorka, piosenkarka, modelka
- 1964:
  - Nicolás Baisi, argentyński duchowny katolicki, biskup pomocniczy La Platy
  - John Brzenk, amerykański armwrestler pochodzenia polskiego
  - Alain Guiraudie, francuski aktor, scenarzysta i reżyser filmowy
  - Tetsuji Hashiratani, japoński piłkarz, trener
  - Shari Headley, amerykańska aktorka
  - Vladimir Soria, wenezuelski piłkarz, trener
- 1965:
  - Alistair Carmichael, brytyjski polityk
  - Krzysztof Hetmański, polski piłkarz
  - Jean-Marc Ithier, maurytyjski piłkarz, trener
  - Archie Lafranco, hiszpański aktor
  - Hartwig Löger, austriacki menedżer, polityk
  - David Miliband, brytyjski politolog, polityk
  - Yasutoshi Miura, japoński piłkarz, trener
- 1966:
  - Jason Bonham, brytyjski perkusista, członek zespołów: Bonham, Healing Sixes, UFO, Foreigner, Damnocracy, Black Country Communion i California Breed
  - Susan Fraser, brytyjska hokeistka na trawie
  - Tomasz Głowacki, polski architekt, wykładowca akademicki (zm. 2023)
  - Irène Jacob, francuska aktorka
  - Daniel Lipinski, amerykański polityk, kongresman pochodzenia polskiego
  - Petyr Michtarski, bułgarski piłkarz, trener
  - Leszek Miklas, polski działacz piłkarski
  - Joseph Mopepe Ngongo, kongijski duchowny katolicki, biskup Molegbe
  - Kristoff St. John, amerykański aktor (zm. 2019)
- 1967:
  - Atanas Kolew, bułgarski szachista
  - Adam Savage, amerykański inżynier, osobowość telewizyjna
  - Dariusz Surowik, polski filozof, logik, matematyk, wykładowca akademicki
  - Jason Sutter, amerykański perkusista, członek zespołów Smash Mouth i Foreigner
  - Metin Topaktaş turecki zapaśnik
- 1968:
  - Leticia Calderón, meksykańska aktorka
  - Rosalinda Celentano, włoska aktorka
  - Eddie Griffin, amerykański komik, aktor, reżyser, scenarzysta i producent filmowy
  - Shirley Robertson, brytyjska żeglarka sportowa
  - Anton Wełkow, bułgarski piłkarz, trener
- 1969:
  - Dariusz Guzowski, polski lekkoatleta, ultramaratończyk
  - Anatoli Nankow, bułgarski piłkarz, trener
- 1970:
  - Chi Cheng, amerykański basista, członek zespołu Deftones pochodzenia chińskiego (zm. 2013)
  - Michael Duignan, irlandzki duchowny katolicki, biskup Clonfert
  - Alfredo Giaccio, argentyński szachista
  - Aidas Preikšaitis, litewski piłkarz
  - Pawło Rozenko, ukraiński polityk
  - József Tóbiás, węgierski polityk
  - Pavel Vízner, czeski tenisista
- 1971:
  - Aleksandyr Dełczew, bułgarski szachista
  - François Lombard, francuski wspinacz sportowy
  - Danijela Martinović, chorwacka piosenkarka
  - Mariusz Śrutwa, polski piłkarz
  - Jason Wilcox, angielski piłkarz
- 1972:
  - Henryk Bałuszyński, polski piłkarz (zm. 2012)
  - Iliuță Dăscălescu, rumuński zapaśnik
  - Scott Foley, amerykański aktor, reżyser i producent filmowy
  - Lee Eun-kyung, południowokoreańska łuczniczka
  - Khalid Reeves, amerykański koszykarz
  - Óscar de la Riva Aguado, hiszpański i andorski szachista, trener
  - Natalja Sadowa, rosyjska lekkoatletka, dyskobolka
  - Milan Ušák, polski prawnik, samorządowiec, burmistrz Siechnic
  - Yao Defen, Chinka, najwyższa kobieta na świecie (zm. 2012)
  - Paweł Zygmunt, polski łyżwiarz szybki
- 1973:
  - John Dolmayan, amerykański perkusista, członek zespołu System of a Down pochodzenia ormiańskiego
  - Brian Austin Green, amerykański aktor
  - Marcin Kaszuba, polski urzędnik państwowy, rzecznik prasowy rządu
- 1974:
  - Takashi Hirano, japoński piłkarz
  - Marco Liefke, niemiecki siatkarz
  - Stephen O’Malley, amerykański gitarzysta, grafik
  - Ousmane Sonko, senegalski polityk, premier Senegalu
  - Alena Szochan, białoruska brydżystka
- 1975:
  - Daniel Andrada, hiszpański wspinacz sportowy
  - Edyta Dobrzyńska, polska piłkarka ręczna
  - Erlend Erichsen, norweski pisarz, perkusista, członek zespołów Gorgoroth i Molested
  - Kim Kyong-hun, południowokoreański taekwondzista
  - Serhij Łebid, ukraiński lekkoatleta, długodystansowiec
  - Heather Nedohin, kanadyjska curlerka
  - Žydrūnas Savickas, litewski trójboista siłowy, strongman
  - Krzysztof Witkowski, polski historyk, muzealnik, radca prawny, samorządowiec, burmistrz Koła
  - Nebojša Zelenović, serbski samorządowiec, polityk
- 1976:
  - Steve Cunningham, amerykański bokser
  - Marco Di Vaio, włoski piłkarz
  - Shuba Jay, malezyjska aktorka pochodzenia tamilskiego (zm. 2014)
  - Jim Jones, amerykański raper
  - Juanfran, hiszpański piłkarz
  - Diane Kruger, niemiecka aktorka, modelka
  - Jana Lichnerová, słowacka koszykarka
- 1977:
  - Kitana Baker, amerykańska aktorka, modelka
  - Roberto Brown, panamski piłkarz
  - David Hussey, australijski krykiecista
  - Galina Lichaczowa, rosyjska łyżwiarka szybka
  - Brian Maya, argentyński aktor, scenarzysta i producent filmowy pochodzenia żydowskiego
  - Lana Parrilla, amerykańska aktorka
  - Tomislav Smoljanović, chorwacki wioślarz
  - Ray Toro, amerykański gitarzysta, członek zespołu My Chemical Romance
- 1978:
  - Tomasz Rempała, polski żużlowiec
  - Greg Sestero, amerykański model, aktor, producent filmowy pochodzenia francusko-brytyjskiego
  - Przemysław Wipler, polski polityk, poseł na Sejm RP
- 1979:
  - Laura Benanti, amerykańska aktorka
  - Piotr Bystrow, rosyjski piłkarz
  - Boubacar Diarra, malijski piłkarz
  - Travis Fimmel, australijski model, aktor
  - Alexander Frei, szwajcarski piłkarz
  - Edgars Jaunups, łotewski samorządowiec, polityk
  - Václav Kalina, czeski piłkarz
  - Magdalena Sroka, polska policjantka, polityk, poseł na Sejm RP
- 1980:
  - Edward Barsegjan, polski zapaśnik pochodzenia ormiańskiego
  - Łukasz Brządkowski, polski samorządowiec, prezydent Tczewa
  - Jonathan Cheechoo, kanadyjski hokeista pochodzenia indiańskiego
  - Roger González Garza, meksykański aktor
  - Mike Zambidis, grecki bokser, kick-boxer
  - Bruno Mbanangoyé Zita, gaboński piłkarz
  - 1z2, polski raper
- 1981:
  - Lowell Bailey, amerykański biathlonista
  - Tomasz Błasiak, polski aktor
  - Hassan Bouizgar, marokański piłkarz
  - Diogo Gama, portugalski rugbysta
  - Taylor Kinney, amerykański aktor, model
  - Qu Bo, chiński piłkarz
  - Mohd Norhafiz Zamani Misbah, malezyjski piłkarz
  - Oksana Zubkowśka, ukraińska lekkoatletka, skoczkini wzwyż i w dal
- 1982:
  - Julien Canal, francuski kierowca wyścigowy
  - Laura Chiatti, włoska aktorka
  - Carl Espen, norweski piosenkarz
- 1983:
  - Olga Graf, rosyjska łyżwiarka szybka
  - Heath Slater, amerykański wrestler, aktor
- 1984:
  - Edgar Barreto, paragwajski piłkarz
  - Nikołaj Chrienkow, rosyjski bobsleista (zm. 2014)
  - Sylwia Ejdys, polska lekkoatletka, biegaczka średniodystansowa
  - Żiwko Miłanow, bułgarski piłkarz
  - Ayana Riviere, trynidadzko-tobagijska lekkoatletka, tyczkarka
  - Linn Jørum Sulland, norweska piłkarka ręczna
  - Rustam Totrow, rosyjski zapaśnik
- 1985:
  - Sif Atladóttir, islandzka piłkarka
  - Tomer Capon, izraelski aktor
  - Jurgis Çyrbja, albański prawnik, polityk
  - Andriej Diemanow, rosyjski sztangista
  - Olga Kalendarowa-Ochal, ukraińska lekkoatletka, biegaczka długodystansowa
  - Gosia Kulik, polska malarka, ilustratorka, twórczyni komiksów
  - Jakub Mróz, polski aktor
  - Graziano Pellè, włoski piłkarz
  - Burak Yılmaz, turecki piłkarz
  - Zhu Ting, chiński piłkarz
- 1986:
  - Tina Bachmann, niemiecka biathlonistka
  - Anna Burmistrowa, rosyjska biegaczka narciarska, biathlonistka
  - Kinga Ociepka, polska wspinaczka sportowa
  - Olga Żänybekowa, kazachska zapaśniczka
- 1987:
  - Stanisław Drzewiecki, polski pianista
  - Mio Nishimaki, japońska zapaśniczka
  - Yūki Nagasato, japońska piłkarka
- 1988:
  - Aimee Carrero, amerykańska aktorka
  - Stephanie James, amerykańska lekkoatletka, tyczkarka
  - Franco Jara, argentyński piłkarz
  - Maiko Kanō, japońska siatkarka
  - Renata Knapik-Miazga, polska szpadzistka
  - Éloyse Lesueur, francuska lekkoatletka, skoczkini w dal
  - Pawieł Niachajczyk, białoruski piłkarz
  - Monica Wright, amerykańska koszykarka
- 1989:
  - Alisa Klejbanowa, rosyjska tenisistka
  - Misza Marwin, ukraińsko-rosyjski piosenkarz
  - Anthony Randolph, amerykański koszykarz
  - Diego Ulissi, włoski kolarz szosowy
  - Tristan Wilds, amerykański aktor
  - Agata Zwiejska, polska pływaczka
- 1990:
  - Olly Alexander, brytyjski aktor, wokalista, członek zespołu Years & Years
  - Anastasia Anastasio, włoska łuczniczka
  - Zach Bogosian, amerykański hokeista pochodzenia ormiańskiego
  - Anna Dowgiert, polska pływaczka
  - Anna Karzyńska, polska wioślarka
  - Damian Lillard, amerykański koszykarz
  - Hiroko Matsuura, japońska siatkarka
  - Giedrė Paugaitė, litewska koszykarka
- 1991:
  - Troy Daniels, amerykański koszykarz
  - Danilo, brazylijski piłkarz
  - Derrick Favors, amerykański koszykarz
  - Nuria Párrizas Díaz, hiszpańska tenisistka
- 1992:
  - Dane Bird-Smith, australijski lekkoatleta, chodziarz
  - Cordell Cato, trynidadzko-tobagijski piłkarz
  - Mindaugas Grigaravičius, litewski piłkarz
  - Tobias Harris, amerykański koszykarz
  - Buse Kayacan, turecka siatkarka
  - Sara Klisura, serbska siatkarka
  - Koharu Kusumi, japońska piosenkarka
  - Kahina Messaoudene, algierska siatkarka
  - Yoshinori Mutō, japoński piłkarz
  - Wayde van Niekerk, południowoafrykański lekkoatleta, sprinter
  - Porter Robinson, amerykański didżej, producent muzyczny
- 1993: 
  - Rachel Banham, amerykańska koszykarka
  - Alula Girma, etiopski piłkarz
  - Jaka Hvala, słoweński skoczek narciarski
  - Petar Kunić, bośniacki piłkarz
  - Håvard Nielsen, norweski piłkarz
  - Alina Rotaru-Kottmann, rumuńska lekkoatletka, skoczkini w dal i wzwyż
  - Danilo Tasić, serbski koszykarz
- 1994:
  - Kelsi Dahlia, amerykańska pływaczka
  - Nastja Kolar, słoweńska tenisistka
  - Anthony Limbombe, belgijski piłkarz pochodzenia kongijskiego
  - Anna Pietrowa, rosyjska lekkoatletka, biegaczka długodystansowa
  - Otto Vergaerde, belgijski kolarz szosowy i torowy
- 1995:
  - Elyar Fox, brytyjski piosenkarz, muzyk, kompozytor
  - Corentin Jean, francuski piłkarz
  - Luke Kornet, amerykański koszykarz
- 1996:
  - Ajla Del Ponte, szwajcarska lekkoatletka, sprinterka
  - Iver Fossum, norweski piłkarz
  - Vivianne Miedema, holenderska piłkarka
  - Laco Takács, czeski piłkarz pochodzenia węgierskiego
- 1997:
  - Nastja Govejšek, słoweńska pływaczka
  - Maycon, brazylijski piłkarz
  - Jil Teichmann, szwajcarska tenisistka
- 1999:
  - Sae Nanjō, japońska zapaśniczka
  - Tommaso Pobega, włoski piłkarz
  - Fabrisio Saïdy, francuski lekkoatleta, sprinter pochodzenia madagaskarskiego
  - Pietro Sighel, włoski łyżwiarz szybki, specjalista short tracku
  - Mohamed Sobhy, egipski piłkarz, bramkarz
  - Wu Fang-hsien, tajwańska tenisistka
  - Mehdi Zerkane, algierski piłkarz
- 2000:
  - A.J. Lawson, kanadyjski koszykarz
  - Paulinho, brazylijski piłkarz
- 2001:
  - Marija Kazakowa, rosyjsko-gruzińska łyżwiarka figurowa
  - Alisher Odilov, uzbecki piłkarz
  - Radek Rýdl, czeski skoczek narciarski
- 2002:
  - Kwadwo Asamoah, ghański piłkarz
  - Ebru Dağbaşı, turecka zapaśniczka
  - Nihad Quluzadə, azerski zapaśnik
- 2003:
  - Sa’id Esma’ili, irański zapaśnik
  - Damián García, urugwajski piłkarz
- 2004:
  - Taj Ekart, słoweński skoczek narciarski
  - Ricardo Peña, kostarykański piłkarz
- 2006:
  - Alicja Maławy, polska koszykarka
  - Bartosz Zych, polski siatkarz
- 2008 – Iain Armitage, amerykański aktor pochodzenia szkockiego

## Zmarli
- 417 – Paisjusz Wielki, egipski mnich chrześcijański, święty (ur. ok. 320)
- 756 – Yang Guifei, Chinka, konkubina cesarza Xuanzonga (ur. 719)
- 972 – Bolesław I Srogi, książę Czech (ur. po 903)
- 1015 – Włodzimierz I Wielki, wielki książę kijowski (ur. ok. 958)
- 1066 – Answer, niemiecki benedyktyn, męczennik, święty (ur. 1038)
- 1202 – Gregorio Bobone, włoski kardynał (ur. ?)
- 1249 – Heinrich III von Hohenlohe, wielki mistrz zakonu krzyżackiego (ur. ?)
- 1262 – Richard de Clare, angielski możnowładca (ur. 1222)
- 1274 – Bonawentura z Bagnoregio, włoski teolog, filozof, scholastyk, doktor Kościoła, biskup, kardynał, generał zakonu franciszkanów, święty (ur. 1217)
- 1291 – Rudolf I Habsburg, król niemiecki (ur. 1218)
- 1299 – Eryk II Wróg Księży, król Norwegii (ur. 1268)
- 1300 – Henryk Fleming, niemiecki duchowny katolicki, biskup warmiński (ur. ?)
- 1381 – John Ball, angielski kaznodzieja (ur. ?)
- 1406 – Wilhelm Habsburg, austriacki książę (ur. 1370)
- 1410:
  - Ulrich von Jungingen, wielki mistrz zakonu krzyżackiego (ur. 1360)
  - Kuno von Lichtenstein, wielki komtur zakonu krzyżackiego
  - Johann von Sayn, rycerz zakonu krzyżackiego (ur. ?)
  - Heinrich von Schwelborn, komtur tucholski (ur. ?)
  - Friedrich von Wallenrode, wielki marszałek zakonu krzyżackiego (ur. ?)
- 1445 – Joanna Beaufort, królowa Szkocji (ur. ok. 1404)
- 1458 – Bernard II, margrabia Badenii, błogosławiony (ur. 1428)
- 1472 – Baltazar I, książę żagański (ur. 1410–15)
- 1508 – Bartłomiej ze Żnina, polski prawnik, wykładowca Akademii Krakowskiej (ur. ?)
- 1542 – Lisa Gherardini, Włoszka prawdopodobnie pozująca Leonardo da Vinci do obrazu Mona Lisa (ur. 1479)
- 1553 – Franciszek z Waldeck, niemiecki arystokrata, duchowny katolicki, biskup Minden, Osnabrücku i Münsteru (ur. ok. 1491)
- 1561 – Ludwika de Bourbon-Montpensier, dziedziczka i księżna Montpensier (ur. 1482)
- 1570 – Ignacy de Azevedo, portugalski jezuita, męczennik, błogosławiony (ur. 1527)
- 1583 – Piotr Berno, szwajcarski jezuita, misjonarz, męczennik, błogosławiony (ur. 1552)
- 1596 – Andrzej Bogurski, polski duchowny katolicki (ur. ?)
- 1609 – Annibale Carracci, włoski malarz, rysownik, grafik, freskant (ur. 1560)
- 1614 – Pierre de Bourdeille, francuski historyk, żołnierz, biograf (ur. ok. 1540)
- 1625 – Samuel Dambrowski, polski duchowny luterański, pisarz religijny (ur. 1577)
- 1651 – Łukasz Górnicki, polski duchowny katolicki, kanonik wileński i warmiński, prepozyt kapituły warmińskiej, sekretarz królewski (ur. 1585)
- 1655 – Girolamo Rainaldi, włoski architekt (ur. 1570)
- 1674 – Clas Åkesson Tott, szwedzki dyplomata (ur. 1630)
- 1685 – James Scott, angielski arystokrata (ur. 1649)
- 1716 – Gaetano Veneziano, włoski kompozytor (ur. 1665)
- 1732 – Woodes Rogers, brytyjski korsarz, administrator kolonialny (ur. ok. 1679)
- 1735 – Robert de Cotte, francuski architekt, dekorator (ur. 1656)
- 1739 – Juan Ramírez Mejandre, hiszpański rzeźbiarz (ur. 1680)
- 1758 – Ambrosius Stub, duński poeta (ur. 1705)
- 1765 – Charles André van Loo, francuski malarz (ur. 1705)
- 1766 – Pompiliusz Maria Pirrotti, włoski pijar, święty (ur. 1710)
- 1782 – Isaak Iselin, szwajcarski filozof historii i polityki (ur. 1728)
- 1796 – Domenico Lorenzo Ponziani, włoski duchowny katolicki, szachista, prawnik (ur. 1719)
- 1798 – Gaetano Pugnani, włoski skrzypek, kompozytor (ur. 1731)
- 1802 – Louis-Marie Stanislas Fréron, francuski polityk, dziennikarz (ur. 1754)
- 1828 – Jean-Antoine Houdon, francuski rzeźbiarz (ur. 1741)
- 1838 – Piotr Nguyễn Bá Tuần, wietnamski duchowny katolicki, męczennik, święty (ur. 1766)
- 1839 – Winthrop Mackworth Praed, brytyjski polityk, poeta (ur. 1802)
- 1851 – Anna Maria Javouhey, francuska zakonnica, błogosławiona (ur. 1779)
- 1854 – Franciszek Lewiński, polski duchowny katolicki, biskup pomocniczy janowski (ur. 1783)
- 1855 – Andrzej Nguyễn Kim Thông, wietnamski męczennik i święty katolicki (ur. ok. 1790)
- 1857 – Carl Czerny, austriacki kompozytor, pianista (ur. 1791)
- 1858 – José Gregorio Monagas, wenezuelski generał w czasie walk o niepodległość, polityk, prezydent Wenezueli (ur. 1795)
- 1861 – Adam Jerzy Czartoryski, polski polityk, prozaik, poeta, mecenas sztuki (ur. 1770)
- 1871 – Ján Chalupka, słowacki duchowny ewangelicki, dramatopisarz (ur. 1791)
- 1876 – Aleksander Fredro, polski komediopisarz, pamiętnikarz, poeta, wolnomularz (ur. 1793)
- 1879 – Johann Friedrich von Brandt, niemiecki przyrodnik, zoolog, lekarz (ur. 1802)
- 1885 – Rosalía de Castro, hiszpańska poetka, pisarka (ur. 1837)
- 1890 – Gottfried Keller, szwajcarski prozaik, poeta (ur. 1819)
- 1894 – Oskar Grimaldi, członek monakijskiej rodziny książęcej (ur. 1814)
- 1898:
  - Thomas Bridges, brytyjski misjonarz anglikański, językoznawca (ur. 1842)
  - Stanisław Olszewski, polski przedsiębiorca, inżynier, pionier spawalnictwa, wynalazca, filantrop (ur. 1852)
- 1900 – Samuel Kristeller, niemiecki ginekolog-położnik pochodzenia żydowskiego (ur. 1820)
- 1904:
  - Richard Abbot, brytyjski poeta (ur. 1818)
  - Anton Czechow, rosyjski nowelista, dramatopisarz (ur. 1860)
- 1906 – William Painter, amerykański wynalazca pochodzenia irlandzkiego (ur. 1838)
- 1907 – Qiu Jin, chińska działaczka na rzecz praw kobiet, aktywistka antymandżurska, poetka, nauczycielka (ur. 1875)
- 1909 – Edward Korniłowicz, polski psychiatra (ur. 1847)
- 1911 – Albert Mendelsburg, polski finansista, bankier, polityk pochodzenia żydowskiego (ur. 1828)
- 1912 – Francisco Lázaro, portugalski lekkoatleta, maratończyk (ur. 1891)
- 1914:
  - Juliusz Ripper, polski admirał floty austro-węgierskiej (ur. 1847)
  - Max Rooses, belgijski pisarz, krytyk sztuki (ur. 1839)
- 1915:
  - Ludwik Grossman, polski kompozytor, dyrygent, pianista (ur. 1835)
  - Çerçiz Topulli, albański działacz niepodległościowy (ur. 1880)
- 1916 – Ilja Miecznikow, rosyjski zoolog, mikrobiolog, laureat Nagrody Nobla (ur. 1845)
- 1917:
  - Hjalmar Lönnroth, szwedzki żeglarz sportowy (ur. 1856)
  - Andriej Sieliwanow, rosyjski generał piechoty (ur. 1857)
- 1918 – August Bálasits, polski prawnik, polityk (ur. 1844)
- 1919 – Hermann Emil Fischer, niemiecki chemik, laureat Nagrody Nobla (ur. 1852)
- 1920:
  - Stanisław Jan Skarżyński, polski porucznik pilot (ur. 1897)
  - Maciej Sulkiewicz, rosyjski generał lejtnant, polityk, premier Krymskiej Republiki Ludowej, szef sztabu Demokratycznej Republiki Azerbejdżanu pochodzenia polsko-tatarskiego (ur. 1865)
- 1921 – August Lehr, niemiecki kolarz torowy (ur. 1871)
- 1922 – Biagio Nazzaro, włoski kierowca i motocyklista wyścigowy (ur. 1890)
- 1923 – Siemion Ałapin, rosyjski szachista (ur. 1856)
- 1924:
  - Seiki Kuroda, japoński malarz, nauczyciel (ur. 1866)
  - Jan Żyznowski, polski pisarz, krytyk, malarz, scenograf (ur. 1889)
- 1927:
  - Paul Bäumer, niemiecki pilot wojskowy, as myśliwski (ur. 1896)
  - Constance Markievicz, irlandzka działaczka niepodległościowa i społeczna (ur. 1868)
- 1929:
  - Otto Binswanger, szwajcarski psychiatra, neurolog, wykładowca akademicki (ur. 1852)
  - Hugo von Hofmannsthal, austriacki prozaik, poeta, dramaturg (ur. 1874)
- 1930:
  - Leopold Auer, węgierski skrzypek, kompozytor, dyrygent, pedagog pochodzenia żydowskiego (ur. 1845)
  - Anton Malej, jugosłowiański gimnastyk (ur. 1907)
- 1931:
  - Władysław Bortkiewicz, polsko-rosyjsko-niemiecki matematyk, wykładowca akademicki (ur. 1868)
  - Stanisław Dobrzycki, polski historyk literatury, slawista, wykładowca akademicki (ur. 1875)
- 1933:
  - Irving Babbitt, amerykański krytyk literacki, myśliciel (ur. 1865)
  - Kliment Bojadżiew, bułgarski generał dywizji (ur. 1861)
  - Karol Antoni Lanckoroński, polski historyk sztuki, kolekcjoner (ur. 1848)
  - Jarosław Ołesnycki, ukraiński adwokat, polityk, poseł na Sejm RP (ur. 1874)
  - Pierre de Vizcaya, hiszpański kierowca wyścigowy (ur. 1894)
- 1934:
  - Bronisław Majewski, polski generał brygady, lekarz (ur. 1853)
  - Jules Renkin, belgijski prawnik, polityk, premier Belgii (ur. 1862)
- 1935:
  - Alexandre Guéniot, francuski chirurg, ginekolog, ornitolog, entomolog, wykładowca akademicki (ur. 1832)
  - Czesław Mączyński, polski pułkownik artylerii, historyk, nauczyciel, polityk, poseł na Sejm RP (ur. 1881)
- 1936:
  - Charles-Henri-Joseph Binet, francuski duchowny katolicki, arcybiskup Besançon, kardynał (ur. 1869)
  - Jan Gerlicz, polski podporucznik kawalerii (ur. 1900)
  - Aleksandr Karpinski, rosyjski geolog, petrograf, paleontolog, wykładowca akademicki pochodzenia polskiego (ur. 1847)
  - Rufus B. Weaver, amerykański anatom, wykładowca akademicki (ur. 1841)
- 1937:
  - Georgi Geszew, bułgarski szachista (ur. 1903)
  - Yngve Lindqvist, szwedzki żeglarz sportowy (ur. 1897)
  - Teodor Szybiłło, polski rzemieślnik, polityk, poseł na Sejm Ustawodawczy (ur. 1873)
- 1938 – Stanisław Kuliński, polski lekarz, podpułkownik, uczestnik powstania wielkopolskiego (ur. 1885)
- 1939:
  - Eugen Bleuler, szwajcarski psychiatra (ur. 1857)
  - Frank Charles, angielski żużlowiec, szybownik (ur. 1908)
- 1940 – Robert Wadlow, amerykański olbrzym, najwyższy człowiek w historii (ur. 1918)
- 1942:
  - Stefan Downar, polski duchowny katolicki, działacz społeczny, polityk, poseł na Sejm RP (ur. 1886)
  - Paddy Finucane, irlandzki pilot wojskowy, as myśliwski (ur. 1920)
  - Leon Kmiotek, polski major piechoty (ur. 1889)
  - Ludwik Wasilkowski, polski duchowny katolicki, teolog (ur. 1890)
- 1943:
  - Maria Balska, polska działaczka narodowa i społeczna (ur. 1876)[3]
  - Antoni Beszta-Borowski, polski duchowny katolicki, męczennik, błogosławiony (ur. 1880)
  - Zygmunt Boglewski, polski major piechoty (ur. 1897)
  - Jakub Drajer, polski działacz komunistyczny (ur. 1910)
  - Alfons Erdman, polski nauczyciel, działacz niepodległościowy i ludowy, samorządowiec, polityk, poseł na Sejm Ustawodawczy i na Sejm RP, senator, burmistrz Bielska Podlaskiego (ur. 1886)
  - Marta Golden, amerykańska aktorka (ur. 1868)
  - Józef Kłopotowski, polski nauczyciel, żołnierz AK (ur. 1900)
  - Erwin Gustav Niessl von Mayendorf, niemiecki neurolog, psychiatra, wykładowca akademicki (ur. 1873)
  - Ludwik Olszewski, polski duchowny katolicki, męczennik, Sługa Boży (ur. 1889)
  - Julius Schaxel, niemiecki biolog, wykładowca akademicki (ur. 1887)
  - Izydor Zorzano, argentyński inżynier, kolejarz, członek Opus Dei, Sługa Boży (ur. 1902)
- 1944 – Gian Ferdinando Tomaselli, włoski kolarz torowy (ur. 1876)
- 1946 – Wen Yiduo, włoski poeta (ur. 1899)
- 1947:
  - Zygmunt Dreszer, polski działacz kolonialny, polityk, poseł na Sejm Ustawodawczy (ur. 1888)
  - Julio Lores, peruwiańsko-meksykański piłkarz (ur. 1908)
- 1948:
  - Bolesław Budelewski, polski żołnierz podziemia niepodległościowego i antykomunistycznego (ur. 1910)
  - John Pershing, amerykański generał (ur. 1860)
  - William Selig, amerykański reżyser i producent filmowy (ur. 1864)
- 1949 – Fritz Krischen, niemiecki historyk sztuki i budownictwa (ur. 1881)
- 1950 – Heinz-Wolfgang Schnaufer, niemiecki major pilot, as myśliwski (ur. 1922)
- 1952 – Norman Taber, amerykański lekkoatleta, średniodystansowiec (ur. 1891)
- 1954 – Sadriddin Ajni, tadżycki i uzbecki pisarz, historyk, językoznawca (ur. 1878)
- 1957 – James M. Cox, amerykański dziennikarz, wydawca prasowy, polityk (ur. 1870)
- 1958:
  - Nuri as-Sa’id, iracki polityk, premier Iraku (ur. 1888)
  - Friedrich Wohlwill, niemiecki neuropatolog (ur. 1881)
- 1959: 
  - Ernest Bloch, amerykański kompozytor, pedagog, dyrygent pochodzenia szwajcarskiego (ur. 1880)
  - Agostino Gemelli, włoski prezbiter, franciszkanin, uczony, lekarz, psycholog (ur. 1878)
- 1960 – Lawrence Tibbett, amerykański aktor, śpiewak operowy (baryton) (ur. 1896)
- 1961:
  - W. Kingsland Macy, amerykański polityk (ur. 1889)
  - Don Sunderlage, amerykański koszykarz (ur. 1929)
- 1962:
  - Helena Kijeńska-Dobkiewiczowa, polska pianistka, pedagog (ur. 1880/81)
  - Boris Mierżanow, rosyjski pułkownik, działacz emigracyjny (ur. 1888)
- 1964:
  - Luis Batlle Berres, urugwajski polityk, prezydent Urugwaju (ur. 1897)
  - Mario Hiriart, chilijski inżynier, Sługa Boży (ur. 1931)
  - Paul Maas, niemiecki filolog klasyczny, bizantynolog, wykładowca akademicki pochodzenia żydowskiego (ur. 1880)
  - Jan Roskosz, polski kapitan, działacz niepodległościowy (ur. 1896)
  - Jadwiga Romanowska, polska pielęgniarka (ur. 1895)
  - Stanisław Żaryn, polski podporucznik rezerwy artylerii, architekt, urbanista, konserwator zabytków, wykładowca akademicki (ur. 1913)
- 1965:
  - Aleksander Fedorowicz, polski duchowny katolicki, duszpasterz, rekolekcjonista (ur. 1914)
  - Józef Oksiutycz, polski kolarz torowy (ur. 1904)
- 1966 – Karol Machalski, polski inżynier budownictwa, pedagog (ur. 1884)
- 1968:
  - Ludwik Banaszak, polski inżynier, działacz gospodarczy (ur. 1901)
  - Dumitru Ilie, rumuński pilot wojskowy, as myśliwski (ur. 1913)
- 1969 – Peter van Eyck, amerykański aktor pochodzenia niemieckiego (ur. 1911)
- 1970:
  - Eric Berne, amerykański psychiatra (ur. 1910)
  - Herbert Huber, austriacki narciarz alpejski (ur. 1944)
  - George Mills, angielski piłkarz (ur. 1908)
- 1971:
  - Romeu Pellicciari, brazylijski piłkarz (ur. 1911)
  - Bill Thompson, amerykański aktor (ur. 1913)
- 1972:
  - Włodzimierz Kurec, polski pilot, kierowca rajdowy, przemysłowiec (ur. 1909)
  - Aleksiej Polewoj, rosyjski aktor (ur. 1921)
  - William Williamson, amerykański polityk (ur. 1875)
- 1973 – Edward Kasprzykowski, polski farmaceuta, polityk, poseł na Sejm RP (ur. 1894)
- 1974:
  - Christine Chubbuck, amerykańska dziennikarka i prezenterka telewizyjna (ur. 1944)
  - José Planes, hiszpański rzeźbiarz (ur. 1871)
  - Wołodymyr Szajan, ukraiński filozof, orientalista-sanskrytolog, religioznawca, psycholog, pedagog, poeta, prozaik, tłumacz (ur. 1908)
- 1975 – Bernard Bernard, brytyjski zapaśnik pochodzenia niemieckiego (ur. 1890)
- 1976:
  - Józef Drotlew, polski podpułkownik dyplomowany piechoty, działacz niepodległościowy (ur. 1898)
  - Paul Gallico, amerykański pisarz, podróżnik (ur. 1897)
  - Antoni Morończyk, polski lekkoatleta, tyczkarz, trener lekkoatletyczny (ur. 1914)
  - Eva Schulze-Knabe, niemiecka malarka, graficzka, działaczka antynazistowska (ur. 1907)
- 1977:
  - Dawid Bar-Raw-Haj, izraelski polityk (ur. 1894)
  - Konstantin Fiedin, rosyjski pisarz (ur. 1892)
- 1978:
  - Paweł Łysek, polski pisarz, etnograf, wykładowca akademicki, emigrant (ur. 1914)
  - Maria Mayen, austriacka aktorka (ur. 1892)
  - Herman Rappaport, polski historyk, archiwista, działacz komunistyczny pochodzenia żydowskiego (ur. 1899)
  - Stanisław Sznajder, polski polityk, poseł na Sejm PRL (ur. 1916)
- 1979:
  - Gustavo Díaz Ordaz, meksykański polityk, prezydent Meksyku (ur. 1911)
  - Juana de Ibarbourou, urugwajska poetka (ur. 1892)
  - Bengt Ljungquist, szwedzki szermierz, jeździec sportowy (ur. 1912)
- 1980:
  - Paul Valcke, belgijski florecista, szablista (ur. 1914)
  - Halina Walicka, polska pielęgniarka, malarka (ur. 1901)
- 1981 – Jozef Štolc, słowacki językoznawca, wykładowca akademicki (ur. 1908)
- 1982 – Józef Badecki, polski pułkownik, sędzia wojskowy (ur. 1908)
- 1983:
  - Gary Bradds, amerykański koszykarz (ur. 1942)
  - Fritz Ketz, niemiecki malarz, grafik (ur. 1903)
  - Elbert Root, amerykański skoczek do wody (ur. 1915)
- 1984 – Karl Wolff, niemiecki generał SS, zbrodniarz nazistowski (ur. 1900)
- 1985:
  - Józef Banek, polski księgowy, agent AK (ur. 1892)
  - Diego Giacometti, szwajcarski projektant wyposażenia wnętrz (ur. 1902)
- 1986 – Alfonso Thiele, amerykański kierowca wyścigowy pochodzenia włoskiego (ur. 1922)
- 1988:
  - Jan Brzák, czechosłowacki kajakarz, kanadyjkarz (ur. 1912)
  - Tore Keller, szwedzki piłkarz (ur. 1905)
  - Armand Mouyal, francuski szpadzista (ur. 1925)
- 1989:
  - Laurie Cunningham, angielski piłkarz (ur. 1956)
  - Maria Kuncewiczowa, polska pisarka, tłumaczka, wykładowczyni (ur. 1895)
- 1990:
  - Juliusz Slaski, polski antropolog, dziennikarz, alpinista (ur. 1920)
  - Trouble T Roy, amerykański raper, tancerz (ur. 1967)
- 1992 – Hammer DeRoburt, nauruański polityk, prezydent Nauru (ur. 1922)
- 1993 – Clarence Zener, amerykański fizyk, wykładowca akademicki (ur. 1905)
- 1994:
  - Aleksy Znosko, polski duchowny i teolog prawosławny pochodzenia białoruskiego (ur. 1912)
  - Norbert Żaba, polski dyplomata, działacz emigracyjny (ur. 1907)
- 1995:
  - Robert Coffy, francuski duchowny katolicki, arcybiskup Marsylii, kardynał (ur. 1920)
  - Zofia Skrowaczewska, polska chemik, wykładowczyni akademicka (ur. 1909)
- 1996:
  - Dana Hill, amerykańska aktorka (ur. 1964)
  - Leszek Krówczyński, polski farmaceuta, wykładowca akademicki (ur. 1925)
  - Konrad Małek, polski instruktor i dyplomowany nauczyciel tańca (ur. 1921)
- 1997:
  - Justinas Lagunavičius, litewski koszykarz (ur. 1924)
  - Gianni Versace, włoski projektant mody (ur. 1946)
  - Ewa Żygulska, polska malarka, żołnierz AK (ur. 1924)
- 1998 – Ludwik Janiszewski, polski socjolog, wykładowca akademicki (ur. 1927)
- 1999:
  - George Brown, amerykański polityk (ur. 1920)
  - Dave Ewing, szkocki piłkarz, trener (ur. 1929)
  - Hans-Peter Friedländer, szwajcarski piłkarz (ur. 1920)
  - Tytus Semkło, polski franciszkanin, prowincjał (ur. 1911)
- 2000:
  - Kalle Svensson, szwedzki piłkarz, bramkarz (ur. 1925)
  - Paul Young, brytyjski wokalista, perkusista (ur. 1947)
- 2001:
  - Anthony Ian Berkeley, amerykański raper, producent muzyczny (ur. 1964)
  - Henryk Jaroszyk, polski nauczyciel, polityk, poseł na Sejm PRL (ur. 1908)
  - Władysław Niemirski, polski architekt zieleni, malarz (ur. 1914)
  - Marina Știrbei, rumuńska pilotka wojskowa (ur. 1912)
- 2003:
  - Roberto Bolaño, chilijski pisarz (ur. 1953)
  - Antoni (Wakaryk), ukraiński biskup prawosławny (ur. 1923)
- 2004:
  - Vladimir Bruxti, azerski piłkarz, trener (ur. 1945)
  - František Schmucker, czeski piłkarz, bramkarz (ur. 1940)
  - Charles Sweeney, amerykański pilot wojskowy (ur. 1919)
- 2005 – Jerzy Alkiewicz, polski pediatra, pneumonolog, aerozolog, wykładowca akademicki (ur. 1938)
- 2006 – István Pálfi, węgierski samorządowiec, polityk (ur. 1966)
- 2007:
  - Kelly Johnson, brytyjska gitarzystka, członkini zespołu Girlschool (ur. 1958)
  - Marek Motas, polski reżyser dźwięku, kompozytor, autor tekstów, satyryk (ur. 1945)
- 2008:
  - Syd Conabere, australijski aktor (ur. 1918)
  - Stefan Csorich, polski hokeista (ur. 1921)
  - György Kolonics, węgierski kajakarz, kanadyjkarz (ur. 1972)
  - Jurij Michajłow, rosyjski łyżwiarz szybki (ur. 1930)
  - Giennadij Wolnow, rosyjski koszykarz (ur. 1939)
- 2009:
  - Natalja Estemirowa, rosyjska dziennikarka, obrończyni praw człowieka (ur. 1958)
  - László Orbán, węgierski bokser (ur. 1949)
  - Maria Pogonowska, polska fizyk pochodzenia żydowskiego (ur. 1897)
- 2010:
  - Zdzisław Kwiatkowski, polski generał brygady (ur. 1924)
  - Jacek Moczydłowski, polski producent filmowy (ur. 1937)
- 2011:
  - Paulo Borges, brazylijski piłkarz (ur. 1944)
  - Witold Starecki, polski reżyser filmowy, twórca filmów dokumentalnych (ur. 1947)
  - Googie Withers, brytyjska aktorka (ur. 1917)
- 2012:
  - Zenon Bester, polski śpiewak operowy i musicalowy (bas-baryton) (ur. 1937)
  - Boris Cebotari, mołdawski piłkarz (ur. 1975)
  - Celeste Holm, amerykańska aktorka (ur. 1919)
  - Aleksander Merker, polski prawnik, polityk, urzędnik (ur. 1924)
- 2014:
  - James MacGregor Burns, amerykański biograf, politolog (ur. 1918)
  - Mieczysław Sawczuk, polski prawnik, wykładowca akademicki (ur. 1930)
- 2015:
  - Leszek Rózga, polski malarz, grafik, pedagog (ur. 1924)
  - Wan Li, chiński polityk (ur. 1916)
- 2016:
  - Qandeel Baloch, pakistańska modelka, osobowość internetowa (ur. 1990)
  - Jérôme Owono-Mimboe, kameruński duchowny katolicki, biskup Obala (ur. 1933)
  - Alicja Zommer, polska aktorka (ur. 1931)
- 2017:
  - Josef Hamerl, austriacki piłkarz (ur. 1931)
  - Martin Landau, amerykański aktor (ur. 1928)
  - Marjam Mirzachani, irańska matematyk (ur. 1977)
- 2018:
  - Ronny Fredrik Ansnes, norweski biegacz narciarski (ur. 1989)
  - Ray Emery, kanadyjski hokeista (ur. 1982)
  - Roman Korynt, polski piłkarz (ur. 1929)
  - Justyn Sandauer, polski konstruktor lotniczy (ur. 1924)
  - Dragutin Šurbek, chorwacki tenisista stołowy (ur. 1946)
  - Leszek Tórz, polski hokeista na trawie (ur. 1959)
- 2019:
  - Teodor Juszkiewicz, polski lekarz weterynarii, farmakolog, toksykolog (ur. 1922)
  - Werner Müller, niemiecki ekonomista, polityk, minister gospodarki i technologii (ur. 1946)
- 2020:
  - Oscar Lipscomb, amerykański duchowny katolicki, arcybiskup metropolita Mobile (ur. 1931)
  - Ireneusz Pawlak, polski duchowny katolicki, muzykolog, kompozytor (ur. 1935)
  - Toke Talagi, niueński polityk, minister edukacji i finansów, wicepremier, premier Niue (ur. 1951)
- 2021:
  - Libero De Rienzo, włoski aktor, reżyser i scenarzysta filmowy (ur. 1977)
  - Piotr Mamonow, rosyjski wokalista rockowy, aktor, poeta, prezenter radiowy (ur. 1951)
  - Jaroslav Paška, słowacki inżynier architektury, polityk, minister nauki i szkolnictwa, eurodeputowany (ur. 1954)
- 2022:
  - Ludwik Brazylijski, brazylijski arystokrata (ur. 1938)
  - Gieorgij Jarcew, rosyjski piłkarz, trener (ur. 1948)
- 2023:
  - Peter Takaaki Hirayama, japoński duchowny katolicki, biskup Ōity (ur. 1924)
  - Francisco Ibáñez, hiszpański twórca komiksów (ur. 1936)
  - John Manz, amerykański duchowny katolicki, biskup pomocniczy Chicago (ur. 1945)
  - Bartosz Słomka, polski grafik, twórca komiksów (ur. 1976)
  - Wieniamin Sołdatienko, rosyjski lekkoatleta, chodziarz (ur. 1939)
- 2024:
  - Jerzy Lassota vel Kaliński, polski malarz, animator życia artystycznego (ur. 1946)
  - Kevin Manning, australijski duchowny katolicki, biskup Armidale i Parramatty (ur. 1933)
  - Stanisław Raniej, polski fizyk, wykładowca akademicki (ur. 1953)
  - Tomcraft, niemiecki didżej, producent muzyki elektronicznej (ur. 1975)
  - Jan Tomkowski, polski historyk literatury, prozaik, eseista, wykładowca akademicki (ur. 1954)
- 2025:
  - Wagner Basílio, brazylijski piłkarz (ur. 1959)
  - Audun Grønvold, norweski narciarz dowolny (ur. 1976)
  - Wojciech Kurpik, polski konserwator dzieł sztuki (ur. 1931)
  - Krzysztof Zdzitowiecki, polski biolog helmintolog, taternik, alpinista, himalaista (ur. 1939)